# Roslags-Kulla kyrka
Roslags-Kulla kyrka är en kyrkobyggnad i Roslags-Kulla socken. Den är församlingskyrka i Ljusterö-Kulla församling i Stockholms stift.

## Kyrkobyggnaden
Kyrkan uppfördes under åren 1705–1706 av timmer i en korsplan med centraltorn över korsmitten.
Roslags-Kulla kyrka är uppförd på platsen för ett tidigare kapell som troligen uppfördes under 1600-talets första hälft av den dåvarande ägaren till Östanå slott, Peder Erlandsson Bååt. Kapellet revs år vid 1700-talets början. Nuvarande Roslags-Kulla kyrka uppfördes på bekostnad av greve Fabian Wrede, ägare till Östanå, som kombinerad slotts- och sockenkyrka. Den stora ljuskronan under kupolen är skänkt av Wiras hantverkare till kyrkans invigningKyrkans interiör är i stort sett intakt sedan den uppfördes. År 1862 ersattes takens spån med enkupigt tegel med undantag för torntaket. Sakristians tak täcktes med svartmålad plåt. Fasaderna kläddes in med tunn pärlspontpanel. 1891 målades kyrkan med gul oljefärg. Vid en renovering återställdes kyrkans röda färg. År 1942 installerades elektrisk belysning.
På kyrkogårdens södra sida intill bogårdsmuren står en klockstapel som uppfördes 1752 - 1753 av byggmästare Gabriel Biström. Stapeln kläddes in och tjärades 1761. En tidigare stapel av obekant form spånkläddes och tjärades 1683.
Kyrkan är egentligen ett 'svartbygge'; arbetena startades utan att stiftschefen i Uppsala gett sitt samtycke. Ärkebiskopen vägrade därför inviga kyrkan när den stod klar. 
Det ryktas att kyrkan kom från Finland med båt. Sannolikt är detta fel, eftersom anteckningar i Östanås gårdsarkiv visar att timret är hugget på Östanås marker. Kyrkan är dock uppförd på ett sätt som var vanligt i Finland. Amiralitetskyrkan ”Ulrica Pia” i Karlskrona är en liknande men större korskyrka av trä, byggd som finska motsvarigheter. Finska timmermän och båtsmän kom till Sverige i stort antal för att bygga upp den svenska flottan.
Roslags-Kulla kyrka är skyddad enligt 4 kapitlet lagen om kulturminnen. Kyrkan ligger inom riksintresse för kulturmiljövården.

## Inventarier
- Predikstolen i enkel barockstil är troligen samtida med kyrkan. Predikstolen har ljudtak och är placerad vid östra och norra korsarmens mötespunkt.
- Dopfunten är åttakantig och byggd av trä. Den påminner om ett nattvardskärl med lock.
- Ett votivskepp riggat till fregatt härstammar från 1700-talet.

### Orgel
- 1748 byggde Carl Holm, Uppsala en orgel med 7 stämmor. Orgeln skänktes av baron Magnus E. Flemming.[3]
- 1849 byggde Johan Blomqvist & Anders Vilhelm Lindgren, Stockholm en orgel med 12 stämmor och en manual.
- Den nuvarande orgeln byggdes 1925 av Åkerman & Lund, Sundbybergs stad och är en pneumatisk orgel. Den har 2 fria och 3 fasta kombinationer. Orgeln utökades och omdisponerades 1947 och 1960 av Bo Wedrup, Uppsala.

| Huvudverk I        | Svällverk II      | Pedal        | Koppel    |
| Principal 8'       | Rörflöjt 8´       | Subbas 16´   | I/P       |
| Gedackt 8'         | Salicional 8'     | Principal 8' | II/P      |
| Oktava 4'          | Principal 4'      | Oktava 4'    | II/I      |
| Flöjt 4'           | Nachthorn 4'      |              | I 4'/I    |
| Rauschkvint 2 chor | Gemshorn 2'       |              | II 16'/II |
| Corno 8'           | Larigot 1 1/3'    |              |           |
|                    | Crescendosvällare |              |           |

## Bildgalleri

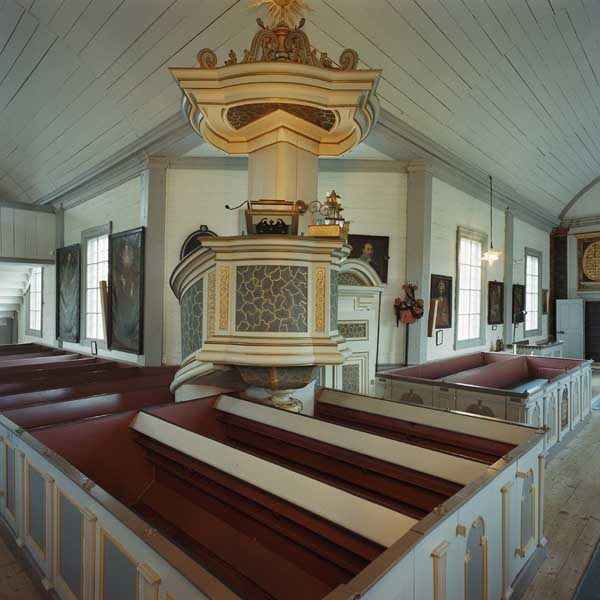
Predikstolen
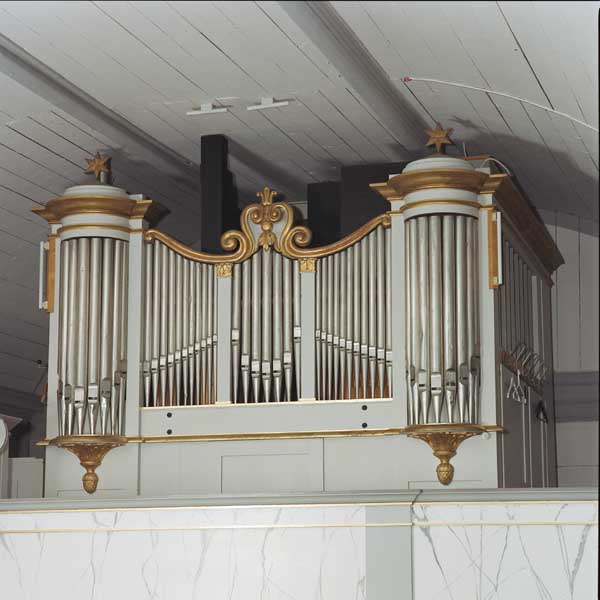
Orgeln på västra läktaren.
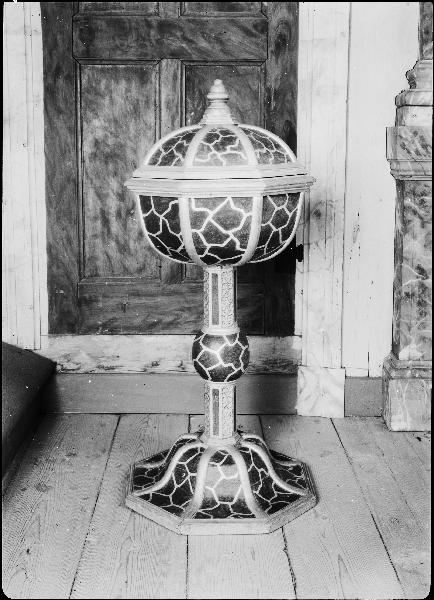
Dopfunt
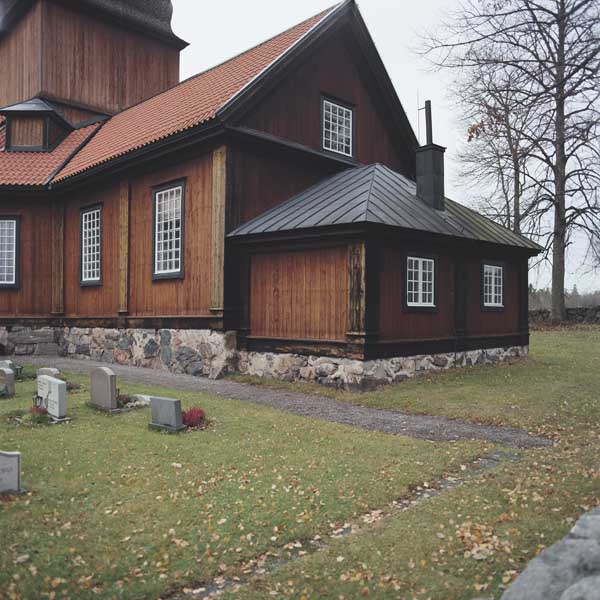
Sakristian öster om koret.
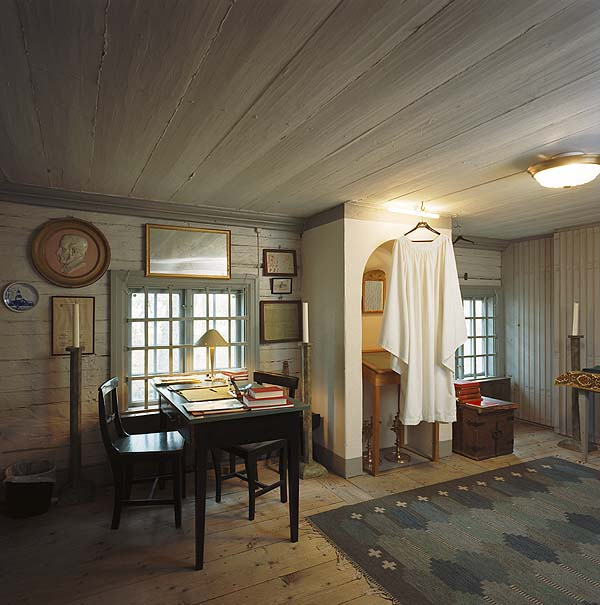
Sakristian invändigt.
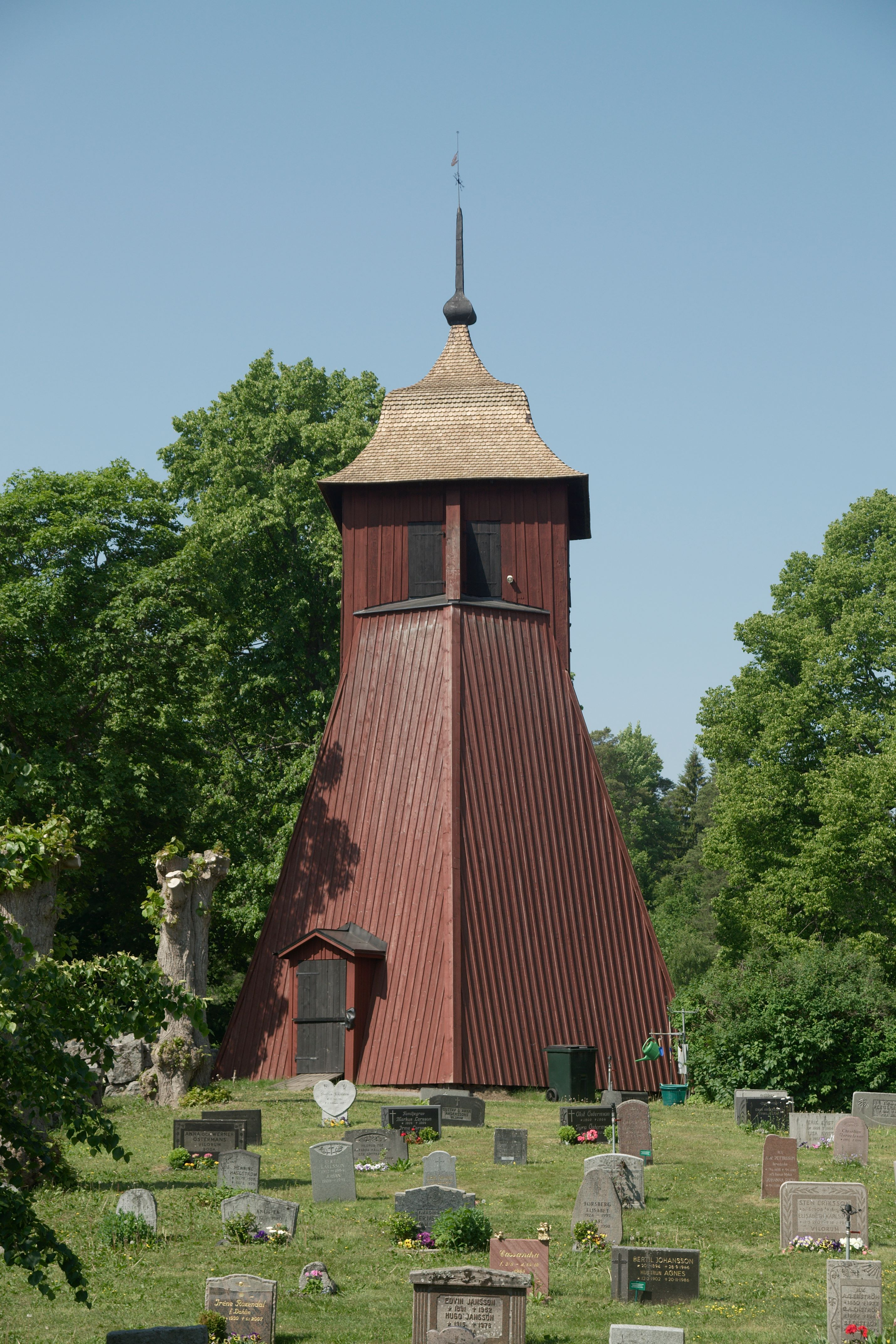
Klockstapeln
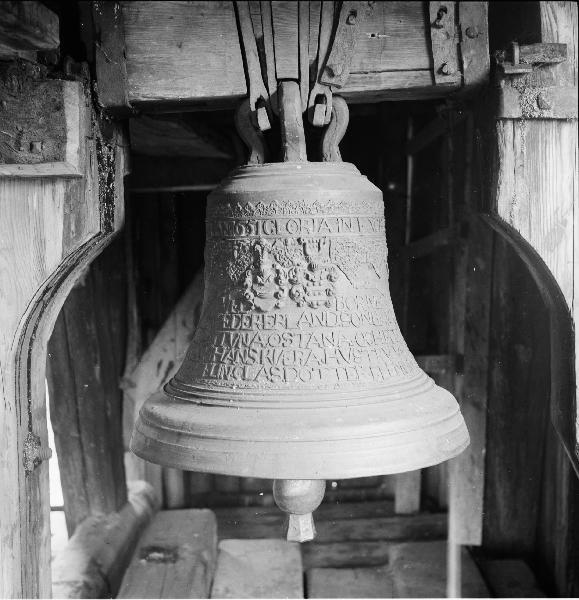
Kyrkklocka